# Jean Meyendorff
Jean Meyendorff (rusă Иоанн Мейендорф, engleză John Meyendorff, născut Ivan Feofilovici Meyendorff, rusă Иван Феофилович Мейендорф; n. 17 februarie 1926, Neuilly-sur-Seine, Seine, Franța – d. 22 iulie 1992, Montréal, provincia Québec, Canada) a fost un teolog ortodox rus din exil, descendentul unei familii nobile baltice. A trăit în Franța și în Statele Unite ale Americii, unde a fost profesor la Saint Vladimir's Orthodox Theological Seminary⁠(en)[traduceți] din New York.

## Scrieri
- Saint Grégoire Palamas et la mystique orthodoxe, Éditions du Seuil, Paris, 1959, 1976;
- L'Église orthodoxe, hier et aujourd'hui, Éditions du Seuil, Paris, 1960, 1969;
- Orthodoxie et Catholicité,  Éditions du Seuil, Paris, 1965;
- Le Christ dans la théologie byzantine, Cerf, Paris, 1969;
- La primauté de Pierre dans l'Église orthodoxe (în colaborare cu Nikolai Afanasiev), Neuchâtel, 1960;
- Initiation à la théologie byzantine : L'histoire et la doctrine, Cerf, Paris, 1975;
- Le Mariage dans la perspective orthodoxe, YMCA Press, Paris, 1986;
- Unité de l'Empire et divisions des chrétiens,  Cerf, Paris, 1992;
- Byzantium and the Rise of Russia, Vladimir's Seminary Press, Crestwood, NY, 1989;
- Teologia bizantină, Editura Institutului Biblic și de Misiune al Bisericii Ortodoxe Române, București, 1996.